# Scandale Marconi
Le scandale Marconi est une affaire de délit d'initiés dans le secteur de la haute-technologie, concernant l'introduction en bourse de la compagnie Marconi, qui a impliqué plusieurs ministres du gouvernement britannique d'Asquith au début du XXe siècle. L'un d'eux, Rufus Isaacs, est le frère du directeur de la société, Godfrey Isaacs.
Trois ministres en poste participent donc en avril 1912 à une vente d'actions d'une société apparentée à la compagnie, avant même l'introduction en bourse. L'introduction engendrant des fluctuations anormales, celles-ci génèrent des soupçons puis des rumeurs insistantes, et le premier ministre doit mettre en suspens la ratification d'un contrat entre l'État et la compagnie Marconi, le temps qu'une commission parlementaire puisse faire la lumière sur les accusations de corruption de la part des journaux et de l'opinion publique.
Toutefois, si les ventes d'actions sont bien reconnues par la plupart des mis en cause, la commission parlementaire, tenue par la majorité favorable au gouvernement, n'aboutit en 1913 à aucune sanction envers les ministres ; tout au plus certains sont admonestés ou critiqués. Les procès en diffamation tournent tous en faveur des membres du gouvernement, ou sont annulés. Seule la société de courtage responsable de l'introduction en bourse est réellement condamnée par ses pairs. Le contrat, rompu car non ratifié dans le délai légal, est recréé et adopté sous une autre forme un mois après sa rupture ; il est tout de même annulé à la fin de l'année 1914, à cause des développements dus à la Première Guerre mondiale, ce qui coûte très cher à la compagnie Marconi.

## Déroulement

### Un grand contrat en mars 1912
En 1911, le gouvernement britannique dirigé par Herbert Henry Asquith décide de mettre sur pied une station de radio d'État au Royaume-Uni et dans le reste de l’Empire britannique, visant à terme un réseau sans fil impérial. Herbert Samuel, maître des Postes du Royaume-Uni (en), arrête son choix sur la Marconi Wireless Telegraph Company, ou compagnie Marconi, fondée par Guglielmo Marconi, un des inventeurs de la radio et de la télégraphie sans fil. Godfrey Isaacs, directeur général de la société depuis 1910, est non seulement l'ami d’Herbert Samuel mais aussi le frère de Rufus Isaacs, procureur général. L'offre de la compagnie est acceptée officiellement le 7 mars 1912, ce qui provoque une brutale augmentation de la côte des actions Marconi, qui voient leur cours être multiplié par quatre entre décembre 1911 et avril 1912. 
Le point faible du contrat en cours de signature avec le gouvernement britannique est une clause stipulant que celui-ci a la possibilité de changer du jour au lendemain de fournisseur, sans dédits. Samuel bloque toutefois toute discussion du contrat à la Chambre. Malgré ces incertitudes, ou pour mieux en profiter, la compagnie Marconi procède à l'introduction en bourse de plusieurs filiales susceptibles de profiter partout dans le monde des progrès de la TSF. Leurs actions subissent de fortes fluctuations, au fur et à mesure que la probabilité d'autres contrats augmente. Sont introduites à la Bourse la Spanish Marconi Company, la Marconi's Wireless Telegraph Company of Canada et la Marconi Wireless Telegraph Company of America (en), dont la maison-mère détient alors plus de 57 % du capital. L'introduction en bourse de cette dernière, qui se prépare à la fin mars 1912, a aussi pour finalité de multiplier par six les fonds propres de la société américaine ; le prix de l'action à son introduction est fixé par Marconi et Isaacs à 3,5 livres sterling.
Revenu des États-Unis après avoir préparé l'opération, Godfrey Isaacs dîne le 9 avril 1912 avec ses frères Harry et Rufus. La discussion porte principalement sur les résultats des introductions en bourse. Godfrey propose alors à ses frères de leur vendre 100 000 parts de la compagnie américaine pour un peu plus d’une livre sterling chaque. Harry accepte de prendre sa part, soit la moitié. Rufus repousse l'offre, expliquant qu’il ne s’agit pas d’un bon placement ; il change d'avis une semaine plus tard, en achetant finalement à son frère Harry, à deux livre sterling, un paquet de 10 000 actions de la Marconi Wireless Telegraph Company of America.

### Le naufrage du Titanic et les 700 rescapés
Le changement d'avis de Rufus Isaacs intervient juste après un évènement historique, de portée mondiale : le naufrage du paquebot Titanic, à l'issue duquel 700 passagers ont été secourus par plusieurs navires venus à la rescousse. Ces bateaux ont été appelés à l'aide via un SOS envoyé par le Titanic, bateau flambant neuf, qui disposait du plus puissant et du plus récent des équipements de TSF, produit par la compagnie Marconi. 
Les deux opérateurs de TSF du navire, John George Phillips et Harold Sydney Bride, n'appartiennent pas à la compagnie transatlantique White Star, mais ont été mis à la disposition du Titanic par la compagnie Marconi. Cette mise à disposition les rend sensibles aux demandes des passagers de faire passer des messages personnels, au risque de leur faire manquer de transmettre ceux ayant des conséquences néfastes. Pendant la traversée, beaucoup de passagers du Titanic ont envoyé des messages d'agrément à leur famille, avant le naufrage. Les opérateurs travaillent toutefois intensivement pendant les deux heures qui suivent le choc avec l'Iceberg, et c'est la puissance de l'émetteur Marconi qui permet de sauver une partie des passagers, en prévenant à temps les navires alentour. L'un des deux opérateurs radio, John George Phillips, succombe rapidement dans l'eau glacée. L'autre, Harold Sydney Bride, survit, même s'il a les pieds gelés - ce qui l'empêche de marcher pendant des mois. 
À New York, la compagnie Marconi utilise quotidiennement la TSF pour diffuser les nouvelles à l'intention des navires sur l'Atlantique, via un service appelé le Marconi Wireless News Report. Parmi ceux qui ont survécu, beaucoup ont ensuite envoyé des messages de survie depuis les navires venus à la rescousse, peu avant d'être débarqués dans le port canadien de Halifax, le plus proche du lieu de la catastrophe. Cet événement met en lumière, de façon dramatique, l'importance de la télégraphie sans fil.

### Un cours triplé en dix jours
Le deuxième dîner entre les deux frères Isaacs, celui au cours duquel Rufus Isaac se décida finalement à acheter 10 000 actions à son frère, directeur de la compagnie Marconi, a lieu donc deux jours après le naufrage, deux jours avant l'introduction en bourse. Le 17, Rufus offre à ses collègues Lloyd George, alors chancelier de l’Échiquier et Alexander Murray, secrétaire parlementaire du Trésor et chief whip du parti libéral, d'acheter chacun 1 000 de ses propres actions, transaction aussitôt effectuée,.
Les actions sont mises en vente le 19 avril par les courtiers Heybourn et Croft, à la Bourse de Londres, à 3 livres sterling l'unité, prix d'achat plus tard considéré comme injustifié par le courtier personnel de Lloyd George. Alors que la Marconi Wireless Telegraph Company of America n'a encore versé aucun dividende, le cours monte à 4 sterling dans la première journée de cotation, dès les premiers échanges, avant de retomber au bout de deux mois à une livre et demie. Ce premier jour, Rufus Isaacs revend 7 000 actions, au prix de 3,6 sterling l'action, près de deux fois celui auquel il les avait achetées deux jours plus tôt. Toutefois, à l’exception de cette vente de parts effectuée en Bourse le 19 avril, aucune preuve de transactions précédentes n’existe, car il s'agit d'actions au porteur. De plus, en 1912, il n'existait pas encore au Royaume-Uni de loi sur le délit d'initié. Un peu plus tard, Murray achète à nouveau des actions, cette fois pour le compte du fonds du parti libéral, qui dirige le pays.

### Les enquêtes de la presse et du parlement
Des rumeurs de corruption naissent dès avril 1912. Pour Ellis Powell, du Financial Times, elles visent notamment les liens de parenté de Godfrey et Rufus Isaacs, le premier étant supposé « faire ce qu'il veut du gouvernement ». Elles ciblent en tout cas spécifiquement les Isaacs et Herbert Samuel, mâtinant les accusations de corruption et de manipulation des titres d'un évident antisémitisme.
Présenté le 19 juillet 1912 à la chambre des communes, le contrat avec la Marconi Company souleva une levée de boucliers. Il est critiqué dès le lendemain dans un article du magazine The Outlook (en). Le 1er août, un parlementaire travailliste s’interroge publiquement sur la hausse des actions Marconi. Finalement, Herbert Henry Asquith s’engage au dernier jour de la session parlementaire à ne pas conclure de contrat tant que la lumière n'est pas faite sur cette affaire, la discussion parlementaire étant repoussée à la prochaine session, qui s'ouvre en octobre.
La presse s'est emparée du sujet via The Outlook, dans lequel une série d'articles de William Ramage Lawson sont publiés, attaquant à la fois la compagnie et le gouvernement. Cecil Chesterton, alors directeur du journal Eye-Witness (en), fondé avec Hilaire Belloc, publie le 8 août son premier article sous le titre « The Marconi Scandal », dénonçant un accord secret entre Godfrey Isaacs et Herbert Samuel pour favoriser la constitution d'un monopole et la corruption. En septembre, la National Review (en) publie à son tour un article critique.
En octobre, une motion est proposée à la Chambre des Communes, en vue de reporter la signature du contrat, le temps qu'une commission puisse faire la lumière sur les rumeurs concernant les manœuvres boursières délictueuses reprochées aux membres du gouvernement. À cette occasion, Rufus Isaacs, Herbert Samuel et Lloyd George jurent qu'il n'y a pas une once de vérité dans les accusations portées contre eux concernant les actions de la compagnie anglaise - mais taisent toute transaction concernant les actions américaines. La motion adoptée, la commission parlementaire s'ouvre dans le mois, et commence ses investigations.
Chesterton se lance dans une très violente polémique contre le gouvernement, s'en prenant particulièrement à Godfrey Isaacs, qui le poursuit en diffamation. Le tribunal condamne Cecil Chesterton à une amende de cent livres sterling, ainsi que la prise en charge du coût du procès (1 500 livres) tout en se gardant bien de juger le fond de l’affaire. Toutefois, Chesterton ayant lui-même retiré ses accusations contre les frères Isaacs et Samuel durant le procès, ceux-ci, à défaut d'être acquittés par une cour, voient leurs noms blanchis par celle-ci. Le frère de Cecil Chesterton, le journaliste et écrivain G. K. Chesterton, qui collabore à la fois au New Witness et au Daily News, est licencié par ce dernier le 1er février 1913, car la direction de son propre journal soutient le gouvernement.
Le quotidien français Le Matin publie le 14 février 1913 un article mettant en cause directement Herbert Samuel et Rufus Isaacs. Tous deux y sont accusés d’avoir acheté les titres de la compagnie-mère, avant l’ouverture des négociations avec le gouvernement, pour les revendre jusqu'à 40 fois leur prix d'achat, à mesure que les négociations se dirigent vers la conclusion du contrat avec la compagnie Marconi. Le 18 février, quatre jours après, Le Matin publie un démenti, en expliquant qu’il ne s’agit que de simples rumeurs. Il est quand même poursuivi en justice pour diffamation, début mars, par les deux ministres mis en cause, mais les excuses du journal sont finalement acceptées le 19 mars, celui-ci n'étant condamné qu'à payer les frais de justice. Isaacs a montré durant le procès qu'il n'avait acheté que des actions de la Marconi Wireless Telegraph Company of America. Cet avantage pris, le Daily Herald analyse l'article du Matin comme résultant d’un stratagème, permettant au ministre d'informer le public concernant l'achat des actions américaines avant que ces faits ne soient évoqués devant la Commission. L'avantage n'est toutefois réservé qu'à Isaacs, le Star titrant rapidement la nouvelle de l'implication de Lloyd George.

### Commission d'enquête parlementaire
Une commission d'enquête est donc organisée à partir du 25 octobre 1912. Elle définit d'abord son champ de travail, se concentrant sur les rumeurs de corruption, tandis qu'un sous-comité se charge de l'évaluation technique de l'offre faire par la compagnie à l'État. Les auditions comprennent l'ensemble des mis en cause, Marconi compris, et certains journalistes, comme Ellis Powell. Toutefois Cecil Chesterton n'y apparait pas : son journal Eye-Witness faisant faillite, il l'a remplacé rapidement par The New Witness et a attaqué violemment Godfrey Isaacs, qui a porté plainte. Chesterton, retenu par des obligations légales autant que médicales, doit refuser une première convocation de la commission, qui décide de ne plus faire appel à lui. La commission se sépare en mars 1913 et commence la rédaction de trois rapports qui sont publiés en juin.
Le sous-comité technique publie de son côté dès le 30 avril le résultat de ses travaux : bien qu'il existe d'autres sociétés — telle que la Telefunken d'Adolf Slaby — ou d'autres techniques — tels l'émetteur à arc, l'alternateur d'Alexanderson ou celui de Goldschmidt —, Marconi est la société la plus capable de remplir l'objectif visé d'installer un réseau sans fil sur tout l'empire.
Le premier rapport de la commission, approuvé par l'ensemble de ses membres, confirme que les membres du gouvernement mis en cause (Samuel excepté) ont bien acheté des parts de la filiale américaine, mais qu'ils ne se sont rendus coupables d'aucun des crimes dont ils ont été accusés. Le deuxième, émis par les membres de la majorité libérale présents dans la commission (et modifié ultérieurement par d'autres membres du parti libéral), établit que les ministres mis en cause ont agi de bonne foi ; le troisième rapport, publié par les tories de la commission, estime, entre autres critiques visant Godfrey Isaacs et les courtiers Heybourn et Croft (qui s'étaient chargés de l'introduction en bourse), que les trois ministres ont commis de graves irrégularités (grave impropriety),.

## Conséquences
Malgré un vacillement, le gouvernement d'Asquith se maintient : une motion proposée par l'opposition pour condamner les transactions et le comportement des mis en cause est rejetée par la Chambre, aucun membre du gouvernement ne démissionne. Mais le contrat prévu est abandonné par la compagnie Marconi en juillet 1913, le Parlement ne l'ayant pas ratifié dans les délais légaux prévus. Un nouveau contrat, similaire au précédent mais comportant quelques modifications, est ratifié par les Communes le 7 ou le 8 août 1913. Toutefois le délai pris a stoppé net l'activité de la Marconi, le coût de ce chômage technique étant très important ; qui plus est, le contrat est annulé en décembre 1914 par le General Post Office, à cause des circonstances (la Première Guerre mondiale). Les stations en Inde, en Égypte et, au Royaume-Uni, à Devizes et Leafield, sont alors partiellement mises en place. Les pertes directes de la compagnie, via ces chantiers inachevés, sont estimées alors à 140 000 livres sterling. Quant au réseau sans fil impérial, il n'est pas achevé avant la décennie suivante.
En octobre 1913, le poste de lord juge en chef devient vacant, et est attribué à Rufus Isaacs, qui devient le second du Lord grand chancelier ; il est élevé à la pairie - comme chacun de ses prédécesseurs à ce poste - au 1er janvier de l'année suivante. Cette promotion est vivement critiquée par le Times, le Spectator et le National Review. En novembre 1913, la commission du London Stock Exchange publie une résolution condamnant les conditions d'introduction en bourse de la Marconi Wireless Telegraph Company of America, condamnant Heybourn et Croft à cinq ans d'interdiction d'entrée à la Bourse londonienne. Une commission parlementaire issue de la chambre des Lords, pour statuer sur le cas spécifique de Lord Murray, aboutit à une conclusion d'acquittement, tout en estimant que les titulaires d'une charge publique ne devraient pas spéculer en bourse.
Un ultime soubresaut de l'affaire a lieu lorsque des actionnaires de la compagnie Marconi, se basant sur le jugement rendu contre Cecil Chesterton, portent plainte contre Godfrey et Harry Isaacs, Marconi et les firmes de courtage concernées, pour obtenir un partage des gains concernant la vente des actions de la Marconi Wireless Telegraph Company of America. La cour sollicitée accepte les arguments des défendants, et l'un des intermédiaires mis en cause ayant offert de payer les frais de justice, le procès est annulé.
La vérité sur le fond de l'affaire, décrite comme « obscure » et lacunaire reste apparemment incomplète. Sur la totalité des 1,4 million d'actions de la Marconi Wireless Telegraph Company of America, seules les transactions d'une partie de celles étant passées dans les mains de Godfrey Isaacs (500 000 en tout) ont pu être identifiées.